# Fabio Leutenecker
Fabio Leutenecker (* 15. März 1990 in Remseck am Neckar) ist ein deutscher Fußballspieler.

## Karriere
In seiner Jugend spielte Leutenecker für den SV Poppenweiler, den TSV Neckargröningen und den VfB Stuttgart. Im Jahre 2004 wechselte er dann zu den Stuttgarter Kickers, wo er über die A- und B-Junioren den Sprung in die zweite Mannschaft des Vereins schaffte und in der Oberliga Baden-Württemberg einige Spiele absolvierte. Zur Rückrunde der Saison 2010/11 rückte der Mittelfeldspieler in die erste Mannschaft auf und erzielte in seinem ersten Spiel in der Regionalliga Süd sein erstes Tor für die Profimannschaft der Kickers. Sein Profidebüt gab er am 21. Juli 2012, als er bei der 1:2-Niederlage gegen den FC Hansa Rostock in der Startelf stand.
Nach dem Abstieg der Kickers wechselte er zur Saison 2016/17 zum Zweitliga-Absteiger MSV Duisburg, bevor er zur Saison 2017/18 vom Chemnitzer FC verpflichtet wurde. Zum Ende der Saison 2017/18 verließ Fabio Leutenecker Chemnitz.
Im Januar 2019 schloss er sich dem SV Türkgücü-Ataspor München (ab 2019/20 Türkgücü München) an, der zu diesem Zeitpunkt Tabellenführer der Bayernliga Süd war.